# 塔克塞讷
塔克塞讷（法語：Taxenne，法語發音：[taksɛn]）是法国汝拉省的一个市镇，属于多勒区。

## 地理
塔克塞讷（47°13'27"N, 5°40'51"E）面积3.84 平方千米，位于法国勃艮第-弗朗什-孔泰大區汝拉省，该省份为法国东部内陆省份，北起上索恩省，西北接科多尔省，西临索恩-卢瓦尔省，南至安省，东与杜省和瑞士接壤。
与塔克塞讷接壤的市镇（或旧市镇、城区）包括：维特勒、让德雷、乌涅、罗曼、鲁方日。

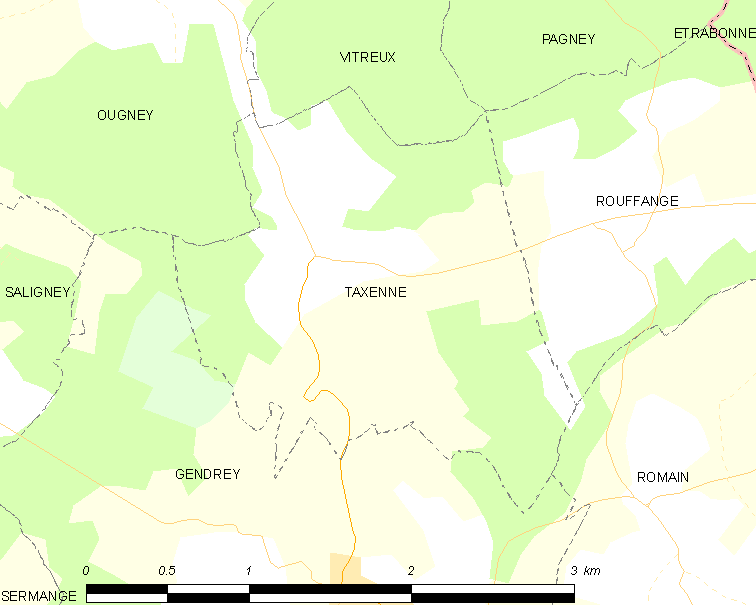
塔克塞讷的OSM定位图

塔克塞讷的时区为UTC+01:00、UTC+02:00（夏令时）。

## 行政
塔克塞讷的邮政编码为39350，INSEE市镇编码为39527。

## 政治
塔克塞讷所属的省级选区为欧蒂姆县。

## 人口

1962-2008年间塔克塞讷人口变化图示

塔克塞讷于2022年1月1日时的人口数量为125人。